# Гавр-2 (кантон)
Гавр-2 (фр. Havre-2) — кантон во Франции, находится в регионе Нормандия, департамент Приморская Сена. Входит в состав округа Гавр.

## Состав кантона с 22 марта 2015 года
В состав кантона входят коммуны (население по данным Национального института статистики за 2018 г.):
- Арфлёр (8 395 чел.)
- Гавр (10 661 чел.) (северо-восточные кварталы)
- Монтивилье (15 564 чел.)

## Политика
На президентских выборах 2022 г. жители кантона отдали в 1-м туре Эмманюэлю Макрону 27,1 % голосов против 26,8 % у Марин Ле Пен и 22,7 % у Жана-Люка Меланшона; во 2-м туре в кантоне победил Макрон, получивший 55,8 % голосов. (2017 год. 1 тур: Жан-Люк Меланшон – 28,4 %, Марин Ле Пен – 24,0 %, Эмманюэль Макрон – 20,5 %, Франсуа Фийон – 15,4 %; 2 тур: Макрон – 61,0 %. 2012 год. 1 тур: Франсуа Олланд — 30,2 %, Николя Саркози — 21,0 %, Марин Ле Пен — 19,2 %; 2 тур: Олланд — 59,4 %. 2007 год. 1 тур: Саркози — 27,0 %, Сеголен Руаяль — 25,6 %; 2 тур: Руаяль — 51,5 %).
С 2021 года кантон в Совете департамента Приморская Сена представляют мэр города Монтивилье Жером Дюбос (Jérôme Dubost) (Социалистическая партия) и мэр города Арфлёр Кристин Морель (Christine Morel) (Коммунистическая партия).
|                | Кандидаты                             | Партия                   | Первый тур | Первый тур     | Второй тур | Второй тур |
| Кол-во голосов | Кандидаты                             | Партия                   | % голосов  | Кол-во голосов | % голосов  |            |
| -------------- | ------------------------------------- | ------------------------ | ---------- | -------------- | ---------- | ---------- |
|                | Жером Дюбос Кристин Морель            | Левый блок               | 3 299      | 57,06          | 3 766      | 67,67      |
|                | Насера Вьёбле Эмманюэль Скорьель      | Разные правые            | 1 271      | 21,98          | 1 799      | 32,33      |
|                | Корин Рике Булье Филипп Фуше-Сайанфес | Национальное объединение | 1 212      | 20,96          |            |            |

|                | Кандидаты                             | Партия                  | Первый тур | Первый тур     | Второй тур | Второй тур |
| Кол-во голосов | Кандидаты                             | Партия                  | % голосов  | Кол-во голосов | % голосов  |            |
| -------------- | ------------------------------------- | ----------------------- | ---------- | -------------- | ---------- | ---------- |
|                | Насера Вьёбле Жером Дюбос             | Социалистическая партия | 2 481      | 25,97          | 5 439      | 61,74      |
|                | Корин Рике Булье Филипп Фуше-Сайанфес | Национальный фронт      | 2 633      | 27,56          | 3 371      | 38,26      |
|                | Виржини Ламбер Оливье Лардан          | Правый блок             | 2 288      | 23,95          |            |            |
|                | Франсуа Геган Валери Озу              | Левый фронт             | 2 150      | 22,51          |            |            |